# جوزب ماریا فلوتاتس
جوزب ماریا فلوتاتس (کاتالونیایی: Josep Maria Flotats؛ ‏تلفظ در کاتالان: [ʒuˈzɛb məˈɾi. ə fluˈtats]؛ ‏ زادهٔ ۱۲ ژانویهٔ ۱۹۳۹) بازیگر و کارگردان نمایش اهل اسپانیا است.
از فیلم‌هایی که وی در آن‌ها نقش داشته است، می‌توان به دهان‌به‌دهان اشاره نمود.
وی همچنین برندهٔ جوایزی همچون جایزه مکس، جایزه ملی تئاتر، افسر لژیون دونور، جایزه کرئو د سن ژردی و شوالیهٔ لژیون دونور شده است.